# Euhesma tarsata
Euhesma tarsata är en biart som först beskrevs av Johann Dietrich Alfken 1907.  Euhesma tarsata ingår i släktet Euhesma och familjen korttungebin. Inga underarter finns listade i Catalogue of Life.